# 正兼菊太
正兼菊太（まさかね きくた、1902年頃 - 没年不明）は、ソ連で活動した日本人の共産主義者であり、ソ連の実情を見て転向した一人とされる。
官憲側による熊谷大信の取り調べ資料によれば正兼菊太は二等機関士出身であり、1929年に樺太からソ連へ入り、軍需工場および浦潮日本革命者団に所属して赤化工作を行っていたとされる。また各種資料をウラジオストクの領事館の書記生に提供していたことがゲーペーウーに見つかり、ゲーペーウーの監視が厳しくなったため1933年12月に満州国へと逃げようとするもラズドリノエ駅で逮捕され、1934年9月14日に海軍軍法会議で10年間の強制労働の刑を言い渡されたとされる。
一方、本人の談話によれば1933年5月21日にスパイ容疑で懲役所に移されるも、その後、追放命令を受けて日本に帰ってきたとされる。また、ソ連滞在中にウクライナに行き、ホロドモールを目撃したとも語っている。
1944年には、北京において未來和平宗教會(旧京師普濟佛教會)所属の彌勒會總會の顧問を務めたとされる。

## 著書
- ロシヤ潜行六ケ年 (1936年)
- 防諜の生態 (1944年)